# Чеченский танец
Чеченский танец (чечен. Нохчийн хелхар) — народный танец чеченцев. Танец представляет собой сочетание мужской экспрессии, характера и женской пластики. Девушка танцует медленно, плавно, а мужчина наоборот. В танце нет тактильного контакта. Чеченский танец отличается от танцев других народов Кавказа своей эмоциональной насыщенностью и в то же время сдержанностью, своей одухотворённостью. Не разбирающийся в искусстве хореографии, считают, все кавказские танцы лезгинкой, однако это мнение ошибочно. Это название было дано в честь абсолютно всех без исключения народностей горной части Дагестана, которых русские вплоть до середины XIX века именовали обобщающим термином «лезгины». В танцах каждого народа Кавказа наблюдаются свои индивидуальные хореографические нюансы.

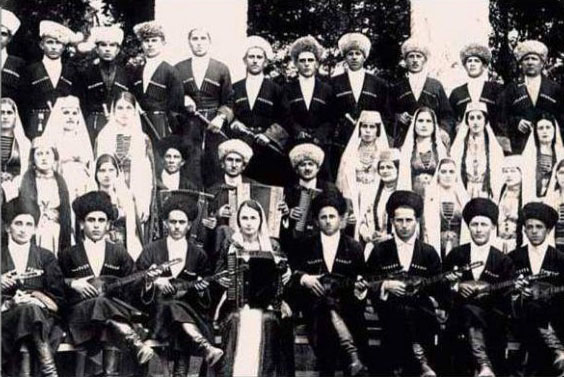
Ансамбль «Вайнах» (1939 год)

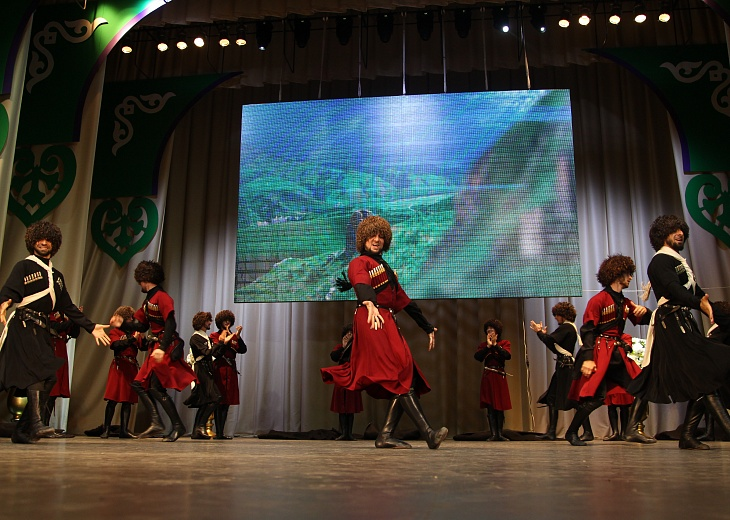
Презентация книги Джамбулата Умарова «Грозный. Фактор КРА». Государственный ансамбль танца «Вайнах». 2018 год

## Описание

Памятник чеченскому танцору Махмуду Эсамбаеву работы Рима Акчурина в посёлке Лесной Городок

Начало танцев получивших название «лезгинка» было положено именно чеченскими танцами. Кавказскими народами и ныне используются танцевальные сюжеты и чеченские мелодии, чеченские танцы значительно влияют на развитие хореографического искусства по Кавказу. Также чеченские танцы, музыкальные инструменты и мелодии позаимствовали соседние казаки.
Для мужских чеченских танцев характерны особенная пластика плеч, широко растопыренные пальцы рук, быстрые и разнообразные движения ног. Парный чеченский танец является древнейшим танцем мужчины и женщины. Является основой фольклорного искусства чеченского народа, и требует соблюдения непререкаемых правил, канонов исполнения.
У чеченцев особым танцевальным этикетом является то, что начинает танец мужчина, затем в круг приглашается женщина. Мужчина не имеет права первым завершить танец — так как это может быть расценено как неуважение к женщине. Когда она покидает круг, её партнёр ещё совершает несколько кругов, после чего танец этой пары завершается. Жёстко регламентированы и танцевальные движения, и жесты. Исполнители танца должны ровно и прямо держать стан. И если пластика женского танца выражается в плавных, грациозных движениях, то экспрессия мужского — в ловкости, демонстрации удали, но крайне сдержанна.
Народы Кавказа танцуют по-разному: с особым темпераментом, под особые мелодии и даже с разными правилами. В чеченском парном танце, начинать танец должен мужчина, а завершать, наоборот, девушка. Мужчина не может выйти из круга раньше, сколько бы танец ни длился: это считается слабостью, танцор должен выдержать весь танец до конца.
Традиционный чеченский танец принято исполнять в национальных костюмах, но одеяния танцоров разных народов, несмотря схожесть, значительно различаются. Мужской костюм — черкеска, бешмет, рубашка у чеченцев отличается строгими тонами, в нём нет орнаментов. Чеченская черкеска (чечен. чоа) доходит только до кисти рук, в осетинской и кабардинской наоборот, скрывает руки целиком. Женский костюм, более воздушный, в нём не запрещены узоры и украшения, однако по фасону должен быть сдержанным. В чеченском танце девушки не носят массивных головных уборов — лишь платок, который на чеченском называется «чухта». В осетинском, ингушском и других народных танцах, наоборот, высокий убор считается обязательным элементом костюма.
чеченские танцоры часто танцуют с кинжалами. данная традиция уходит корнями в глубокое прошлое: таким танцем молодые чеченцы демонстрируют свою удаль, бесстрашие, силу воли и искусство обращаться с холодным оружием.
Чеченского государственного ансамбля танца «Вайнах» в репертуаре есть воинственный танец под названием «Под небом вайнахов». Который основан на древнем чеченском обычае: когда две противоборствующие стороны собирались пролить кровь, в критический момент могла появиться девушка, снять с головы платок и бросить его между конфликтующими. В этом случае конфликт прекращался на всегда. И если даже спустя много времени один из противников начинал вражду за ново, считалось огромным позором.
У чеченцев существует танец воинов которое называется Чагаран хелхар (чечен. ЧӀагаран хелхар) — с чеченского боевая пляска, танец вдохновляющий и приводящий к экстазу. Прежние времена чеченские воины на виду у врага становились в широкий круг и начинали громко восклицать: «Арс-вай! Арс-тох!» и плясать, ударяя о щиты мечами-кинжалами, стремительно приближались к противнику. Возбужденные до неистовства, воины вступали в яростное сражение с врагом.

## Танцевальная музыка

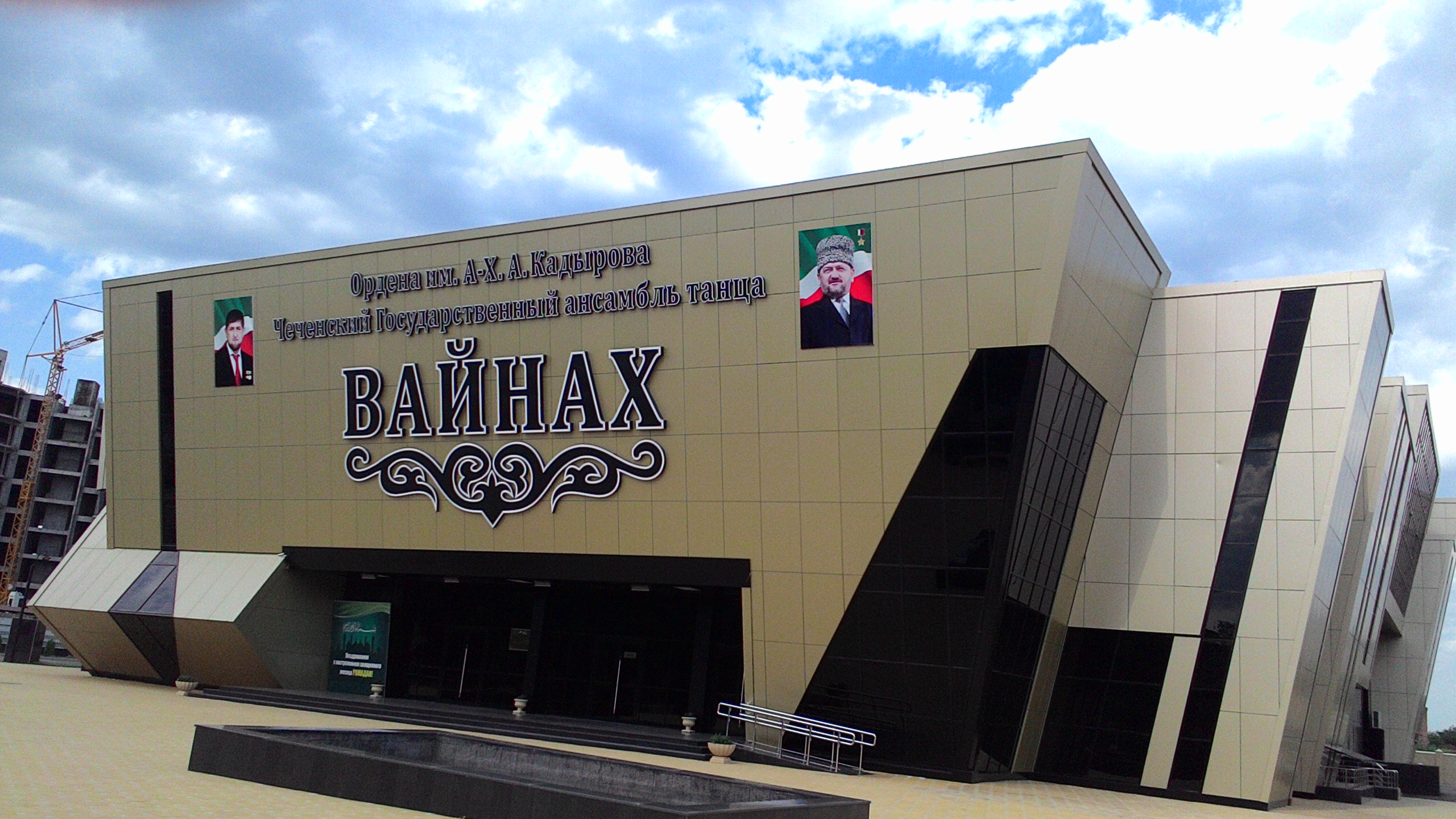
Здание ансамбля Вайнах

У чеченцев существовала маршевая музыка которая исполнялась при передвижении войск на духовых и ударных инструментах, помимо этого, существовали и песни для исполнения в конном и пешем строю, музыкальный размер и ритм которых должны были соответствовать ритму движения. Нотная запись такого напева была сделана русским офицером И. Клингером в 1847 году в Восточной Чечне, где он находился в плену.
Танцевальная музыка чеченцев была разнообразной по темпу и мелодике, что было связано с необычайным богатством чеченской танцевальной культуры. В народных танцах мелодия трёхдольного размера, или триоли, сменяется мелодией двудольного размера, или дуолями. Часто народные танцевальные мелодии, начинающиеся в умеренном или медленном движении, при постепенном ускорении темпа переходят в быстрый, стремительный танец. Оригинальны в танцевальных мелодиях неожиданные перемещения сильных долей тактов, нарушающих весь ритмический рисунок танца. Своеобразно звучит смена гармоний на слабых долях такта.
В танцевальной чеченской народной музыке часто встречаются переменные размеры, смена шестидольного размера трёхдольным или смешанным размером.

## Ансамбли
В Чеченской Республике четыре государственных танцевальных коллектива «Вайнах», «Даймохк», «Башлам», «Нохчо». Из них два — детские («Башлам» и «Даймохк»). Самым прославленным является ансамбль «Вайнах».

## Исполнители
Одним из самых известных исполнителей чеченского танца был Герой Социалистического Труда, Народный артист СССР Махмуд Эсамбаев. В числе других исполнителей министр культуры Чеченской Республики Дикалу Музакаев, член Совета при президенте Российской Федерации по культуре и искусству Аднан Мажидов, народный артист Российской Федерации Докку Мальцагов.